# Ардашес Харутјунијан
Ардашес Харутјунијан (јерм. Արտաշէս Յարութիւնեան; Малкара, 3. октобар 1873 — Измит, 16. август 1915) био је истакнути јерменски песник, преводилац са француског на јерменски језик, књижевни критичар и јавни радник Османског царства с краја XIX и почетка 20. века.
Године 1912. одлази у Константинопољ где ради као учитељ и пише чланке за новине на јерменском језику. Прву збирку песама под насловом „Напуштена лира” (јерм. Լքուած քնար) објавио је 1902, а потом су уследиле збирке „Рођење” (јерм. Երկունք; 1906) и „Нова лира” (јерм. Նոր քնար; 1912). Био је један од првих књижевних критичара савремених јерменских песника, попут Данијела Варужана, Сијаманта и Мисака Мецаренца.
Страдао је као жртва Геноцида над Јерменима у Османском царству током Првог светског рата. Ухапшен је 28. јула 1915. и заједно са оцем и још 26 Јермена депортован у данашњи Измит где су затворени у јерменску цркву која је претворена у затвор. Избоден је до смрти 16. августа исте године.
Неке од његових песама су посмртно објављиване у Паризу (1937) и Јеревану (1968. године). У својим песмама углавном се бавио мотивима љубави, романтизма и хуманизма.